# Rothmans Opel Team
Rothmans Opel Team fue el equipo oficial con el que compitió Opel en el Campeonato Mundial de Rally entre 1982 y 1990. A lo largo de su trayectoria cambió de nombres entre ellos: GM Euro Sport, Opel Euro Team. Tenía su sede en Russelsheim y participó en 47 pruebas obteniendo 6 victorias y un título de Pilotos en 1982 con el alemán Walter Rohrl.

## Temporadas y pilotos
| Temporada                | Piloto               | Vehículo                            | Pruebas Victorias | Posición final | Campeo. Construc. |
| ------------------------ | -------------------- | ----------------------------------- | ----------------- | -------------- | ----------------- |
| GM Euro Sport            |                      |                                     |                   |                |                   |
| 1990                     | Louise Aitken-Walker | Vauxhall Astra GT/E Opel Kadett GSi | 6 / 0             | -              | -                 |
| 1989                     | Josef Haider         | Vauxhall Astra GT/E Opel Kadett GSi | 3 / 0             | -              | 10.º              |
| 1989                     | Malcolm Wilson       | Vauxhall Astra GT/E Opel Kadett GSi | 2 / 0             | 18.º           | 10.º              |
| 1989                     | Mats Jonsson         | Vauxhall Astra GT/E Opel Kadett GSi | 4 / 0             | 32.º           | 10.º              |
| 1988                     | Mats Jonsson         | Opel Kadett GSi                     | 3 / 0             | 71.º           | 12º               |
| 1988                     | Josef Haider         | Opel Kadett GSi                     | 2 / 1             | 14.º           | 12º               |
| 1987                     | Guy Frequelin        | Opel Kadett GSi                     | 2 / 0             | 44.º           | 9.º               |
| 1987                     | Josef Haider         | Opel Kadett GSi                     | 3 / 0             | 72.º           | 9.º               |
| 1987                     | Mats Jonsson         | Opel Kadett GSi                     | 3 / 0             | 51.º           | 9.º               |
| 1987                     | Rauno Aaltonen       | Opel Kadett GSi                     | 1 / 0             | 61.º           | 9.º               |
| Opel Euro Team           |                      |                                     |                   |                |                   |
| 1984                     | Guy Frequelin        | Opel Manta 400                      | 2 / 0             | 55.º           | 6.º               |
| 1984                     | Rauno Aaltonen       | Opel Manta 400                      | 1 / 0             | 15.º           | 6.º               |
| Rothmans Opel Rally Team |                      |                                     |                   |                |                   |
| 1983                     | Ari Vatanen          | Opel Ascona 400 Opel Manta 400      | 7 / 1             | 6.º            | 3.º               |
| 1983                     | Henri Toivonen       | Opel Ascona 400 Opel Manta 400      | 5 / 0             | 14.º           | 3.º               |
| 1983                     | Guy Frequelin        | Opel Ascona 400 Opel Manta 400      | 2 / 0             | -              | 3.º               |
| 1983                     | Jimmy McRae          | Opel Ascona 400 Opel Manta 400      | 2 / 0             | 15.º           | 3.º               |
| Rothmans Opel Team       |                      |                                     |                   |                |                   |
| 1982                     | Walter Rohrl         | Opel Ascona 400                     | 10 / 2            | 1.º            | 2.º               |
| 1982                     | Jochi Kleint         | Opel Ascona 400                     | 3 / 0             | 41.º           | 2.º               |
| 1982                     | Jimmy McRae          | Opel Ascona 400                     | 2 / 0             | 37.º           | 2.º               |
| 1982                     | Henri Toivonen       | Opel Ascona 400                     | 5 / 0             | 7.º            | 2.º               |